# レヴィ・マディンダ
レヴィ・クレモン・マディンダ（Lévy Clément Madinda 、1992年6月11日 - ）は、ガボン・リーブルヴィル出身のプロサッカー選手。ガボン代表。ポジションは、ミッドフィールダー。

## クラブ経歴
ブルキナファソで開催されたユースカテゴリーのトーナメントで一躍注目を浴び、2010年10月に18歳でセルタ・デ・ビーゴに加入した。
しばらくBチームでプレーした後、2012年10月31日開催のコパ・デル・レイ・UDアルメリア戦でトップチームデビュー。2013年3月30日のFCバルセロナ戦で念願のプリメーラ・ディビシオン出場を果たした。
2016年1月19日、契約を2018年まで延長した。その後すぐにジムナスティック・タラゴナに6月までの契約でレンタルに出された。7月12日、レンタル期間が1シーズン延長された。
2017年6月、アステラス・トリポリスFCに移籍した。

## 代表歴
2011年にガボン代表デビュー。翌年にはアフリカネイションズカップ2012のメンバーに選ばれた。2012年11月14日のポルトガル戦でPKを決め代表初ゴール。
2014年12月、アフリカネイションズカップ2015のメンバーに選ばれた。

### ゴール
2018年3月25日現在
| No | 開催日         | 開催地         | 対戦国           | 得点 | 結果 | 試合概要                           |
| -- | -------------- | -------------- | ---------------- | ---- | ---- | ---------------------------------- |
| 1. | 2011年10月7日  | カンヌ         | 赤道ギニア       | 2–0  | 2–0  | 親善試合                           |
| 2. | 2012年11月11日 | リーブルヴィル | ポルトガル       | 1–0  | 2–2  | 親善試合                           |
| 3. | 2014年9月10日  | マセル         | レソト           | 1–1  | 1–1  | アフリカネイションズカップ2015予選 |
| 4. | 2014年11月19日 | リーブルヴィル | レソト           | 1–0  | 4–2  | アフリカネイションズカップ2015予選 |
| 5. | 2015年10月12日 | ヴィゼ         | コンゴ民主共和国 | 1–1  | 1–2  | 親善試合                           |
| 6. | 2018年3月25日  | バンコク       | アラブ首長国連邦 | 1–0  | 1–0  | キングスカップ2018                 |